# خورشیدگرفتگی ۷ مارس ۱۹۵۱
خورشیدگرفتگی ۷ مارس ۱۹۵۱ (به انگلیسی: Solar eclipse of March 7, 1951) یک خورشیدگرفتگی از نوع خورشیدگرفتگی حلقه‌ای است. این خورشیدگرفتگی در تاریخ ۷ مارس ۱۹۵۱ میلادی (‎۱۶ اسفند ۱۳۲۹ خورشیدی) روی داد که زمان اوج آن، ساعت ۲۰:۵۳:۴۰ به‌وقت ساعت هماهنگ جهانی بوده‌است. مدت زمان و طول این خورشیدگرفتگی ۰ دقیقه و ۵۹ ثانیه بود.